# Drapeau de Sainte-Hélène, Ascension et Tristan da Cunha

Drapeau de Sainte-Hélène, adopté en 1984.

Drapeau de Tristan da Cunha, adopté en 2002.

Drapeau de l'île de l'Ascension, adopté en 2013.

Le territoire britannique d'outre-mer de Sainte-Hélène, Ascension et Tristan da Cunha ne possède pas son propre drapeau. L'Union Jack est par conséquent le drapeau officiel du territoire. Cependant les trois divisions administratives le composant disposent toutes d'un drapeau spécifique :
- Drapeau de Sainte-Hélène, depuis le 4 octobre 1984[2].
- Drapeau de l'île de l'Ascension, depuis le 11 mai 2013[3].
- Drapeau de Tristan da Cunha, depuis le 20 octobre 2002[4].